# Mário Amaral
Mário Amaral – brazylijski kierowca wyścigowy. Zdobywca drugiego miejsca w grupie 5 +2.0 24-godzinnego wyścigu Le Mans w 1978 roku.